# Araure
Araure is een gemeente in de Venezolaanse staat Portuguesa. De gemeente telt 157.000 inwoners. De hoofdplaats is Araure.